# (385437) 2003 GH55
(385437) 2003 GH55 est un objet transneptunien faisant partie des cubewanos. Il a un diamètre d'environ 210 km.